# تپه تازه‌آباد ۱
تپه تازه آباد ۱ مربوط به دوره نوسنگی - مس و سنگ است و در شهرستان کرمانشاه، بخش مرکزی، دهستان بالادربند، ۶۰۰ متری شمال و شمال غرب روستای تازه آباد واقع شده و این اثر در تاریخ ۱۵ دی ۱۳۸۷ با شمارهٔ ثبت ۲۴۱۴۷ به‌عنوان یکی از آثار ملی ایران به ثبت رسیده است.